# Roeland Duijne
Roeland Duijne is een Nederlands cellist.
Duijne begon zijn cellostudie op negenjarige leeftijd. Hij studeerde bij Tibor de Machula, Anner Bijlsma (aan het Koninklijk Conservatorium in Den Haag), Maurice Gendron (aan het Conservatoire national supérieur de musique in Parijs) en Janos Starker (aan de Indiana University in Bloomington, Verenigde Staten).
Duijne maakte zijn debuut in 1984 als solist in Edward Elgars celloconcert met het Nederlands Studenten Orkest. Daarna trad hij veelvuldig op in binnen- en buitenland. Zo verleende hij medewerking aan het Ensemble Intercontemporain o.l.v. Pierre Boulez en maakte hij deel uit van het Quintette de Paris. Jarenlang was hij (pv-)solocellist van onder andere het Residentie Orkest, Limburgs Symfonieorkest en het Irish Chamber Orchestra.
Diverse tournees brachten Roeland naar het Verre Oosten. Zo trad hij op als solist met de symfonieorkesten van Beijing, Shanghai, Kanton, Kuala Lumpur, Singapore, Macau en Bangkok. Met pianiste Rié Tanaka gaf hij recitals in Sapporo en Tokio.
In Vredenburg verzorgde hij de wereldpremière van Johan de Meij’s celloconcert Casanova (2000). Sindsdien heeft hij dit succesvolle werk met de meest vooraanstaande symfonische harmonieorkesten wereldwijd uitgevoerd. Hij bracht samen met dirigent Arjan Tien in Durban (Zuid-Afrika) de symfonische wereldpremière ten gehore. Van 2006 tot 2014 was hij solocellist en onderdeel van het artistieke team van het Magogo Kamerorkest geweest. Hij was gastdocent in Kuala Lumpur. Duijne is initiator van Mellow Cello, een muzikale popformatie waarin de cello een opmerkelijke hoofdrol speelt. Hij tekende een contract bij Universal Music. Ook heeft hij talloze keren Friedrich Gulda’s celloconcert uitgevoerd.
Duijne speelt op een cello van Giuseppe Sgarbi 1853.